# Alamo (California)
Alamo è un census-designated place californiano sito nella contea di Contra Costa. Si trova nell'area della Baia di San Francisco.
Deve il suo nome, datogli dagli spagnoli nel 1850, ai numerosi pioppi che si allineano lungo il torrente San Ramon.